# 8e régiment de dragons
Das 8e régiment de dragons (Régiment de Penthièvre cavalerie) war 1674 im Königreich Frankreich während des Österreichischen Erbfolgekrieges als Regiment leichter Kavallerie aufgestellt worden. Es stand unter verschiedenen Bezeichnungen und Funktionen bis zur Auflösung 1977 im Dienst. Von 1811 bis 1815 führte es die Bezeichnung 3e régiment de chevau-légers lanciers.

## Formationsgeschichte
- 1. März 1674: Aufstellung als Régiment d’Heudicourt cavalerie
- 1679: Eingliederung der letzten verbliebenen Kompanie in das Régiment de Vivans cavalerie
- 1682: Wiederaufstellung als Régiment de Praslin cavalerie
- 28. August 1693: Das Regiment ging in das Eigentum des Louis-Alexandre de Bourbon, comte de Toulouse, über, dessen Namen es als Régiment de Toulouse cavalerie 44 Jahre tragen sollte.
- 7. Dezember 1737: Nach dem Tod des bisherigen Regimentsinhabers, des Comte de Toulouse, ging das Regiment an seinen Sohn, Louis Jean Marie de Bourbon, duc de Penthièvre, über und wurde in Régiment de Penthièvre cavalerie umbenannt. Diesen Namen sollte es bis zum 31. Dezember 1790 führen.
- 1. Dezember 1761: Aufstockung durch die Eingliederung des Régiment d’Escars cavalerie[1]
- 7. Mai 1776: Per Befehl vom 25. März wurde die Einheit in ein Dragonerregiment umgewandelt und führte von nun an den Namen Régiment de Penthièvre dragons. Gleichzeitig wurde die 2. Escadron de chasseurs der „Légion de Condé“ eingegliedert. In der Rangfolge der Regimenter führte die Einheit nun die Nr. 14.
- 1. Januar 1791: Umbenennung in 8e régiment de dragons
- 18. Juni 1811: Zusammen mit sechs anderen Dragonerregimentern wurde das 8. in ein Regiment Chevaulegers-lanciers umgewandelt und erhielt die Bezeichnung 3e régiment de chevau-légers lanciers zugeteilt.
- 1814: Nach der Restauration wurde es in „Régiment du Dauphin“ (3e lanciers) umbenannt. Die Überreste des 22e régiment de chasseurs à cheval und die 7. Escadron des 2e chevau-légers de la Garde wurden eingegliedert.
- 1815: Nach der Herrschaft der Hundert Tage wurde es aufgelöst.
- 1816: Wiederaufstellung als Régiment des dragons du Rhône
- 1825: Umwandlung in das 8e régiment de cuirassiers und Neuaufstellung des „8e régiment de dragons“
- 1940: Nach dem Waffenstillstand von Compiègne wurde es der Armee der Vichy-Regierung zugeteilt.
- 1942: Nach der Besetzung des bis dahin freien Frankreich durch die deutsche Wehrmacht (Unternehmen Anton) wurde das Regiment aufgelöst, die Angehörigen schlossen sich dem Maquis an.
- 1944: Wiederaufstellung
- 1945: Das „1er régiment de spahis marocains“, welches in Syrien und Marokko als Teil der Vichy-Armee gegen die Alliierten gekämpft hatte, wurde aufgelöst und zur Wiederaufstellung des „8e régiment de dragons“ verwendet.
- 1964: Auflösung und aus Teilen des 4e régiment de hussards wieder aufgestellt

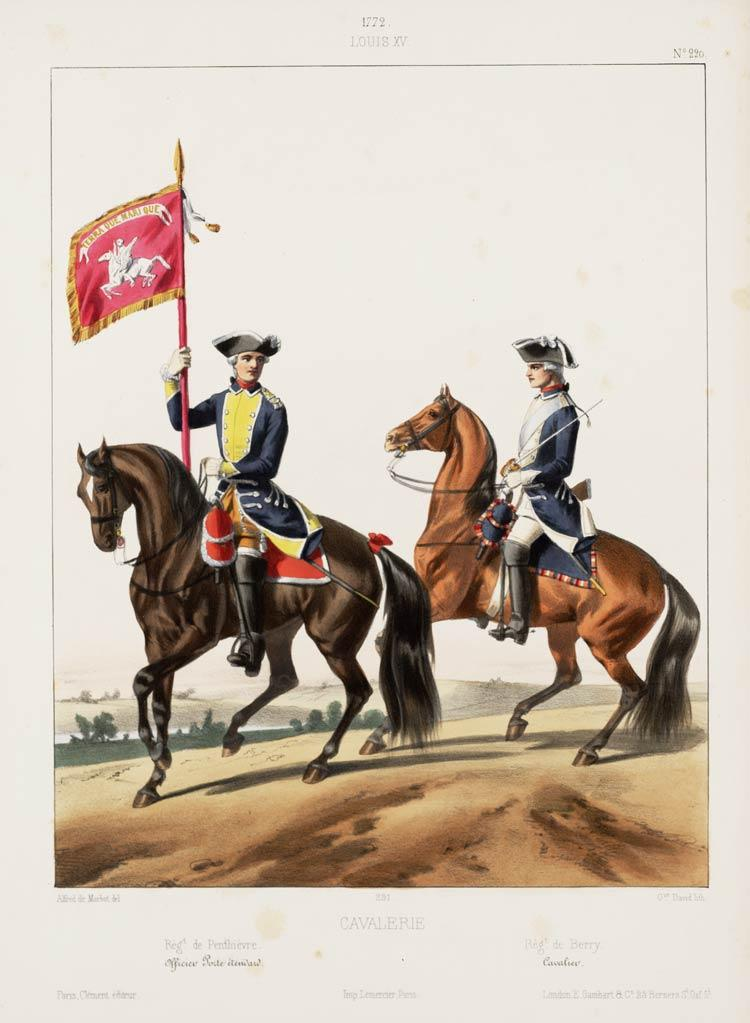
Links Fahnenträger-Offizier der Penthièvre-dragons

- 1977: Auflösung

## Regimentskommandanten
Mestre de camp war die Rangbezeichnung für den Regimentsinhaber und/oder den tatsächlichen Kommandeur. Sollte es sich bei dem Mestre de camp um eine Person des Hochadels handeln, die an der Führung des Regiments kein Interesse hatte (wie z. B. der König oder die Königin), so wurde das Kommando dem Mestre de camp-lieutenant (oder Mestre de camp en second) überlassen. Die Bezeichnung „Colonel“ wurde von 1791 bis 1793 und ab 1803 geführt, von 1793 bis 1803 verwendete man die Bezeichnung Chef de brigade. Ab 1791 gab es keine Regimentsinhaber mehr.
- 1. März 1674: Michel Sublet, marquis d’Heudicourt[2]
- 1679: Auflösung, nur eine verbleibende Kompanie wurde in das Régiment de Vivans cavalerie eingegliedert.
- 1682: Wiederaufstellung als Régiment de Praslin cavalerie
- 20. August 1688: Jean-Baptiste Gaston de Choiseul-Praslin, comte d’Hôtel
- 15. November 1693: Colonel-lieutenant Antoine d’Aix de La Chaise, comte de Souternon
- 1. Februar 1702: Louis Jean-Baptiste de Goyon-Matignon, comte de Gacé
- 22. September 1706: Armand Louis de Vignerot du Plessis d’Aiguillon, marquis de Richelieu, comte d’Agenois
- 27. März 1714: Louis d’Estourmel du Frétoy, marquis d’Estourmel
- 18. Oktober 1734: Marquis d’Hautefort d’Ajat
- 23. November 1736: Sébastien de Poilvilain de Montaigut, marquis de Crénay, comte de Montaigu
- 1. Januar 1748: Vicomte de Castellane
- 3. Juli 1753: Henri de Lur d’Uza, comte de Saluces
- 3. Januar 1770: Michel Louis Marie, marquis de Beuzeville
- 2. März 1773: Conrad-Adolphe-Louis de Lardenois de Ville
- 8. April 1779: Mathieu, marquis de Montholon
- 13. April 1788: Jean, comte du Authier
- 23. November 1791: François du Bouzet de Monjoye
- 28. Juli 1792: Jean Thomas Scelles de la Mothe
- 31. August 1793: Charles Hubert de Gaignières
- 8. Juli 1794: Jean Louis Falque
- 18. August 1796: Jacques Louis François Millet
- 3. Dezember 1800: Louis Bockler (oder Beckler, gefallen 1806 im Gefecht bei Nasielsk)
- 1806: Alexandre Louis Robert Girardin d’Ermenonville
- 1811: Alexandre Lebrun de Plaisance (am 26. Oktober 1812 gefallen)
- 1813: Charles Joseph Hatry
- 1814: Eugène-Gabriel-Louis-Texier d’Hautefeuille
- 1815: Colonel Charles François Martigue
- 1823: Pierre-Jacques Saint-Geniès
- 1865–1869: Colonel Xavier de Lagoutte du Vivier
- 1907: Louis Conneau
- 1939: Colonel Cuny (3. September 1939 bis 15. Mai 1940)
- 1940: Commandant Kuntz (15. Mai 1940 bis 26. Mai 1940, gefallen im Gefecht bei Phalempin)
- 30. August 1940 bis 20. November 1941: Colonel Pierre Armand Marie Robert Olleris
- 1955: Simon Y.
- 1963: Paramelle
- 1964: Mercier
- 1966: Colomb
- 1968: Perier
- 1970: Delmotte
- 1972: Perrey
- 1974: Mialet
- 1976: Lieutenant-colonel Georges Delclève

## Uniformen

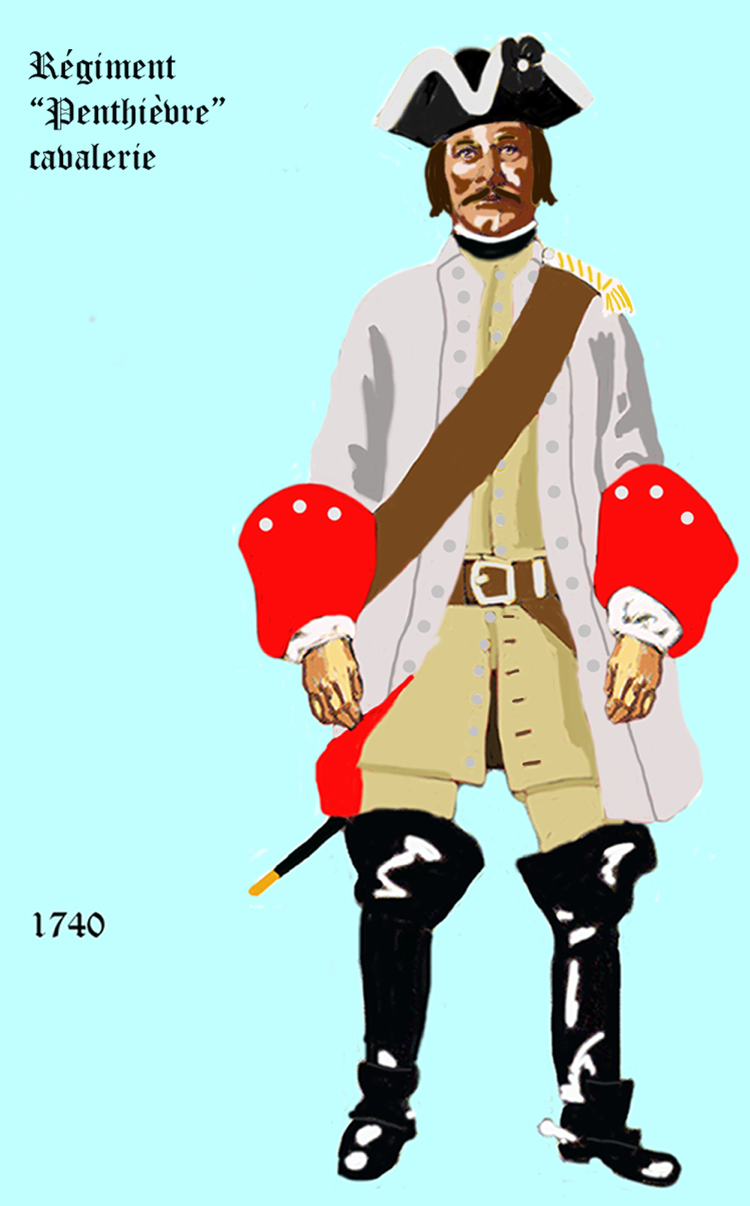
Régiment de Penthièvre cavalerie 1740 bis 1757
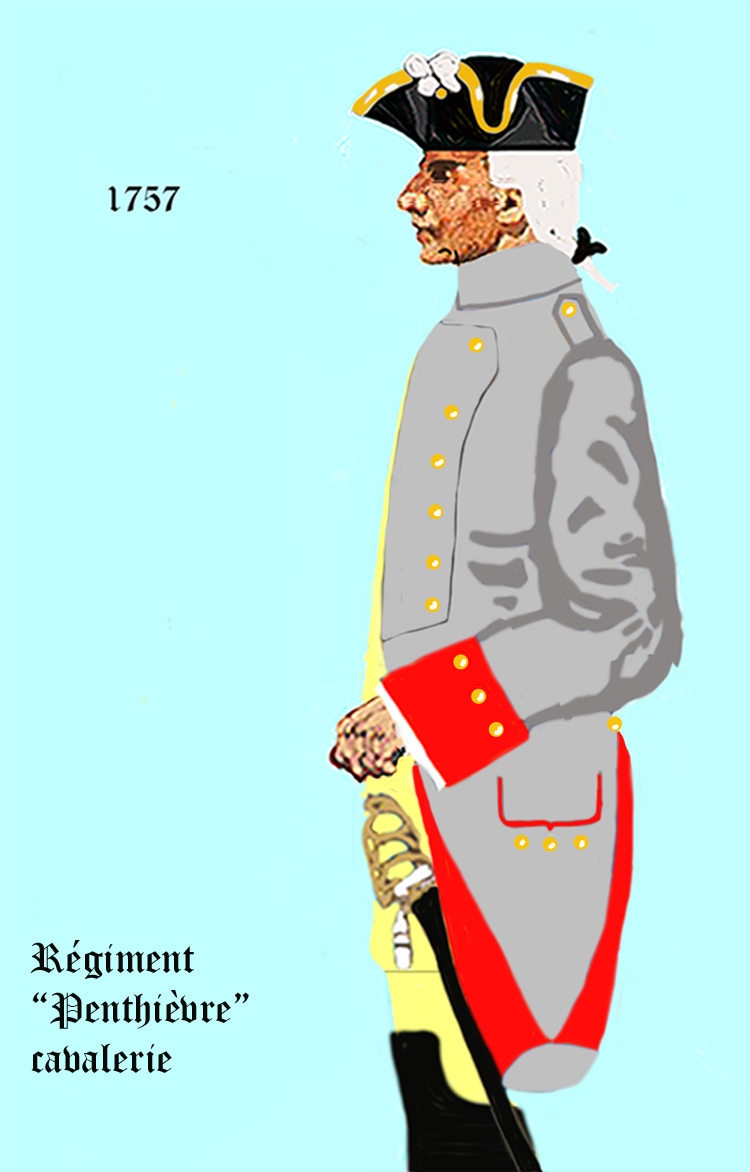
Régiment de Penthièvre cavalerie 1757 bis 1762
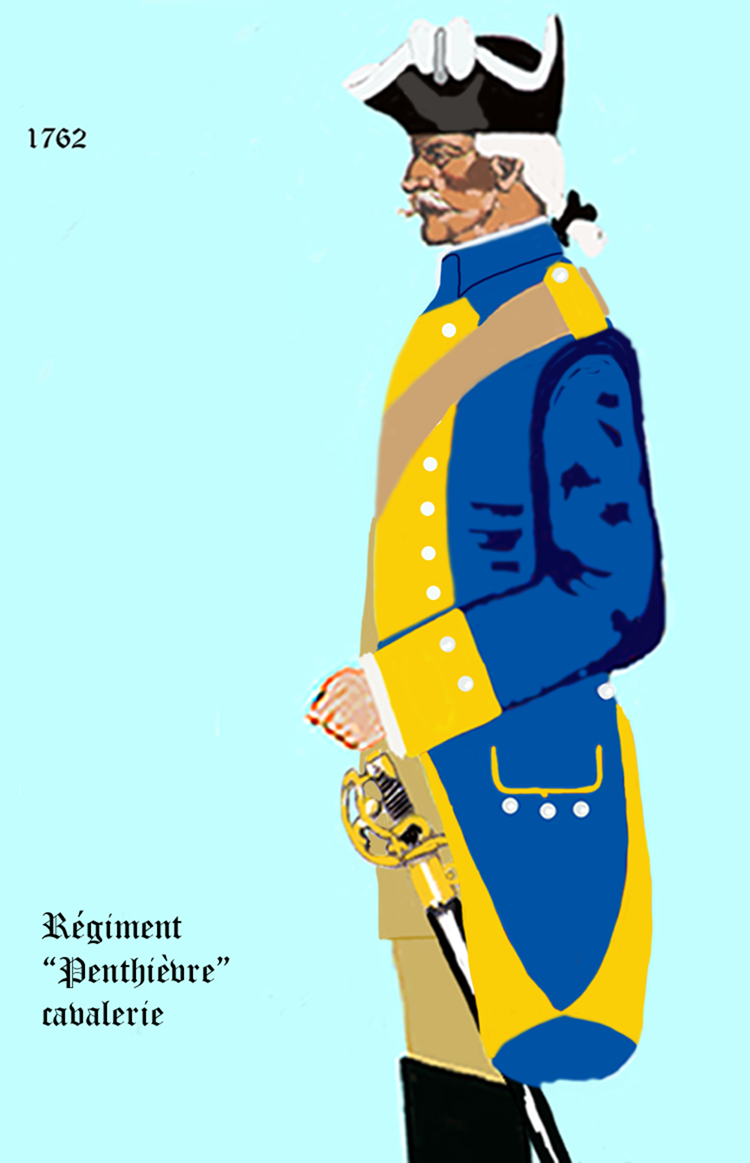
Régiment de Penthièvre cavalerie 1762 bis 1767
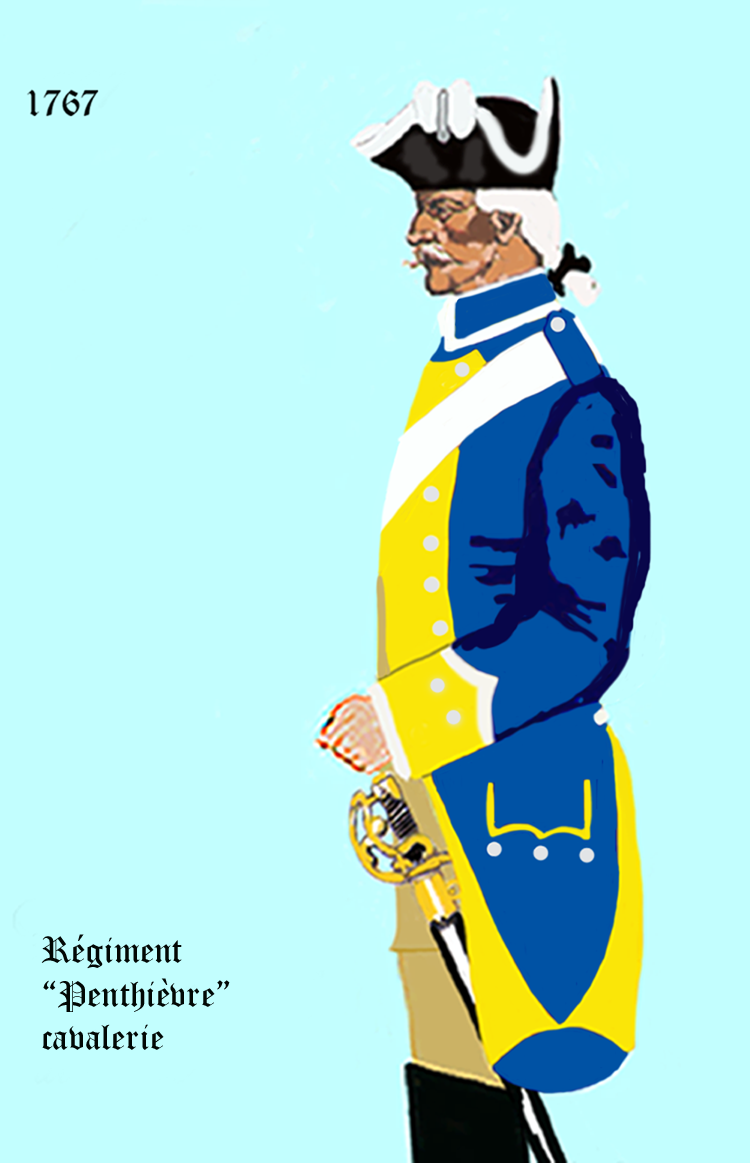
Régiment de Penthièvre cavalerie 1767 bis 1776

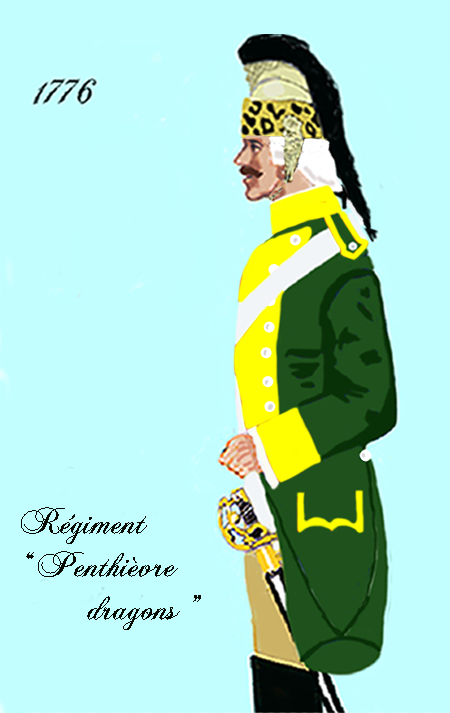
Régiment de Penthièvre dragons 1776 bis 1779
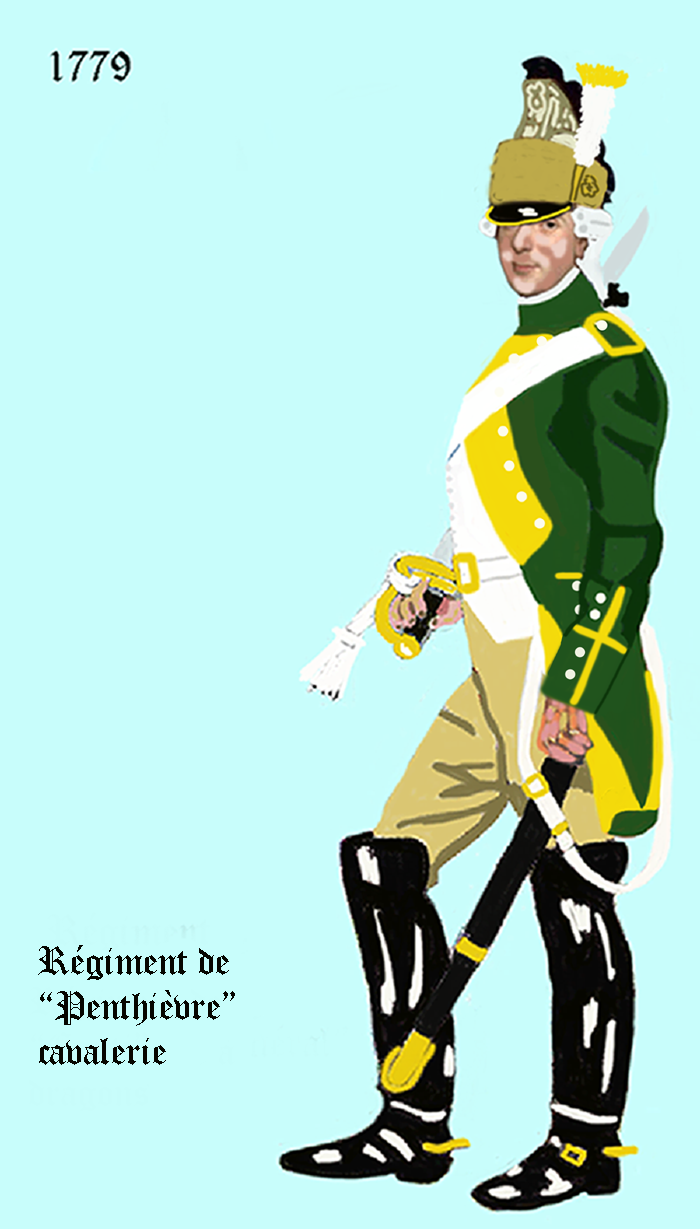
Régiment de Penthièvre dragons 1779 bis 1786
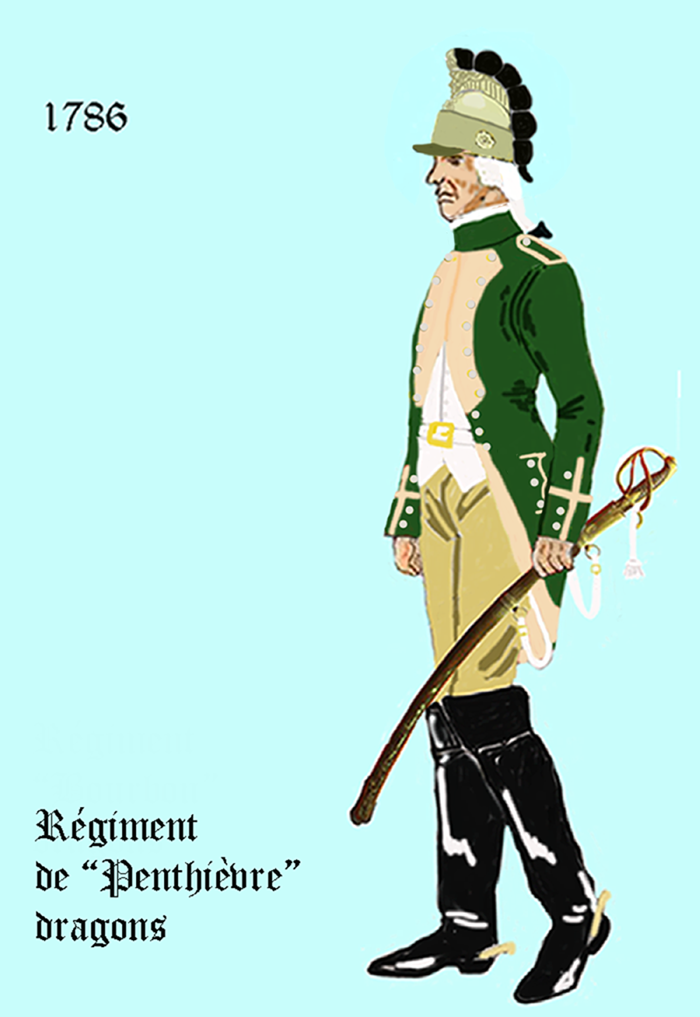
Régiment de Penthièvre dragons 1786 bis 1791
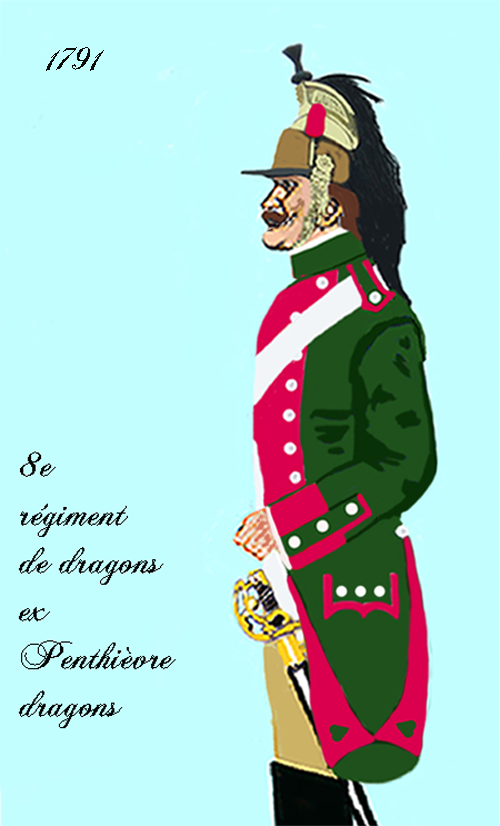
8e régiment de dragons nach 1791
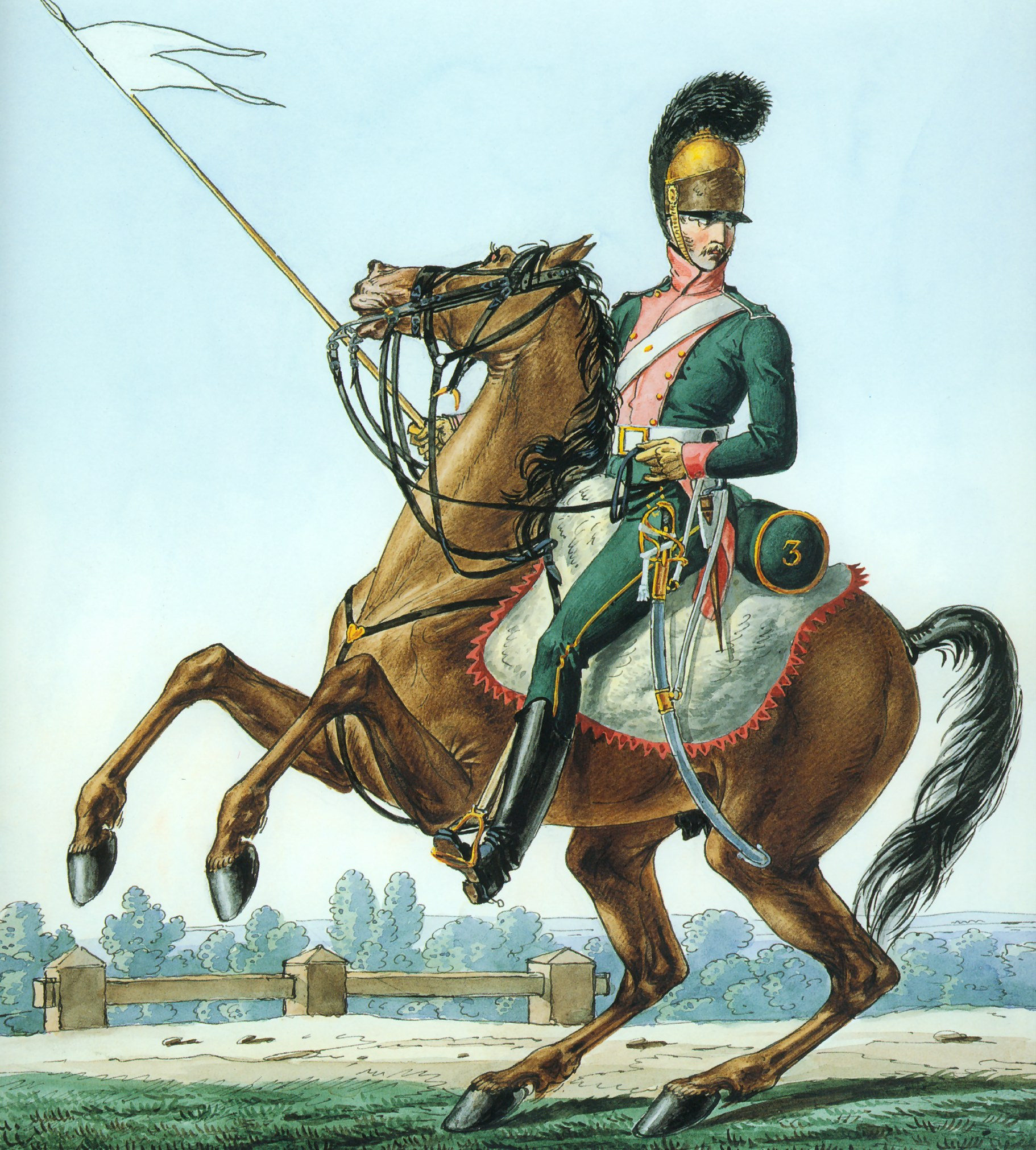
3e régiment de chevau-légers lanciers 1811

## Standarten
Die sechs königlichen Standarten bestanden aus roter Seide mit Goldstickereien und goldenen Fransen.

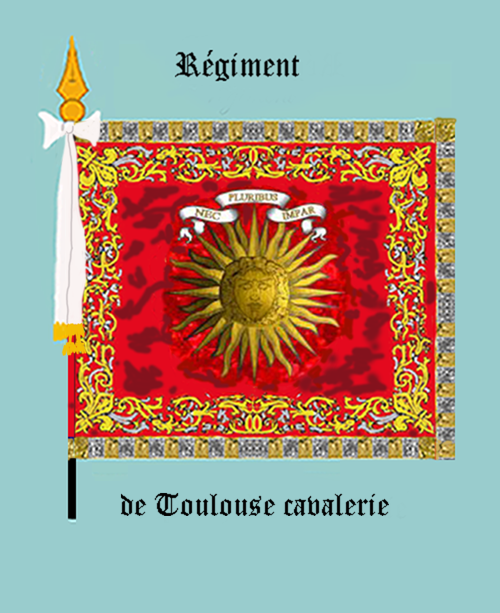
Régiment de Toulouse cavalerie
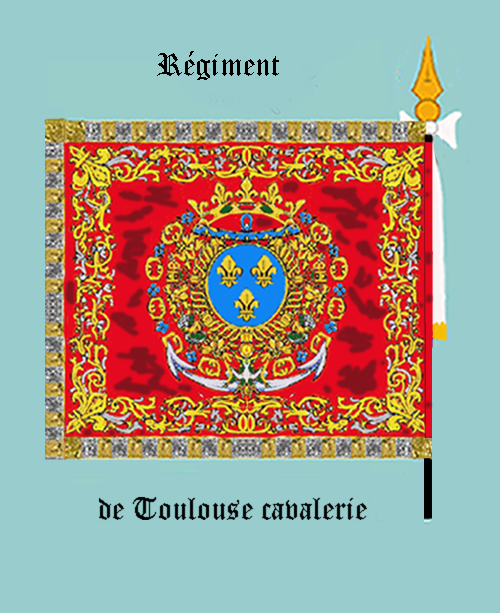
Régiment de Toulouse cavalerie
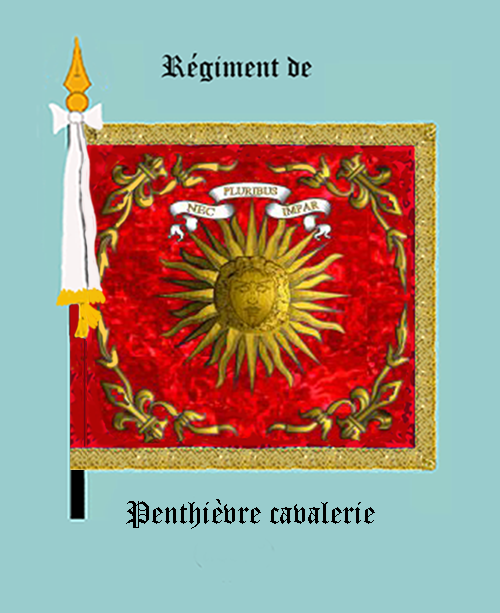
Régiment de Penthièvre cavalerie
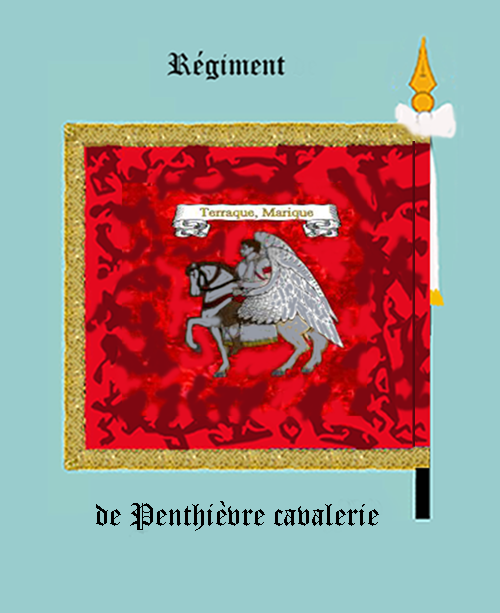
Régiment de Penthièvre cavalerie
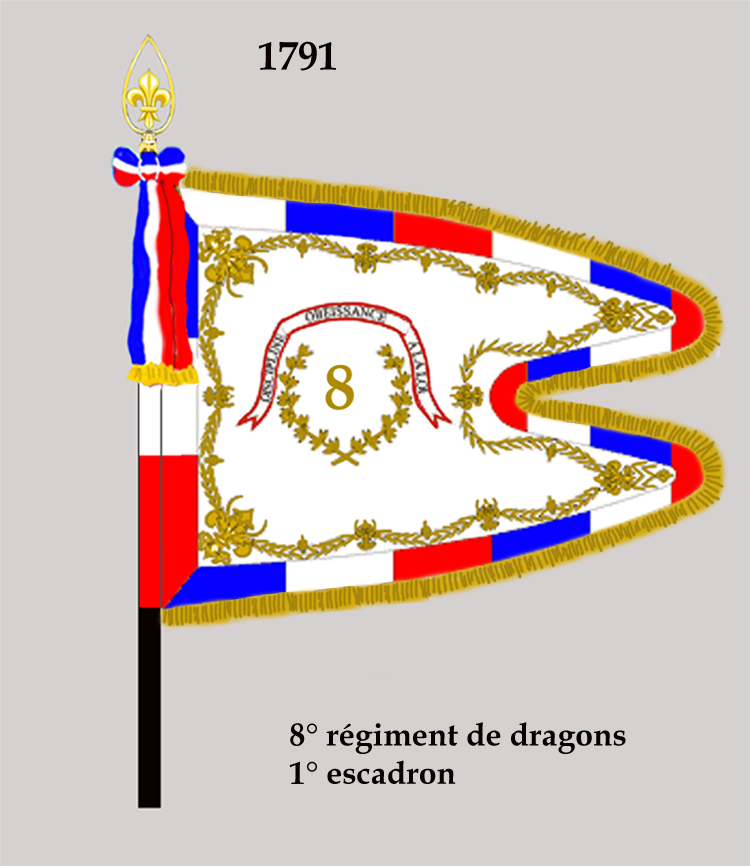
1. Escadron 1791 bis 1793
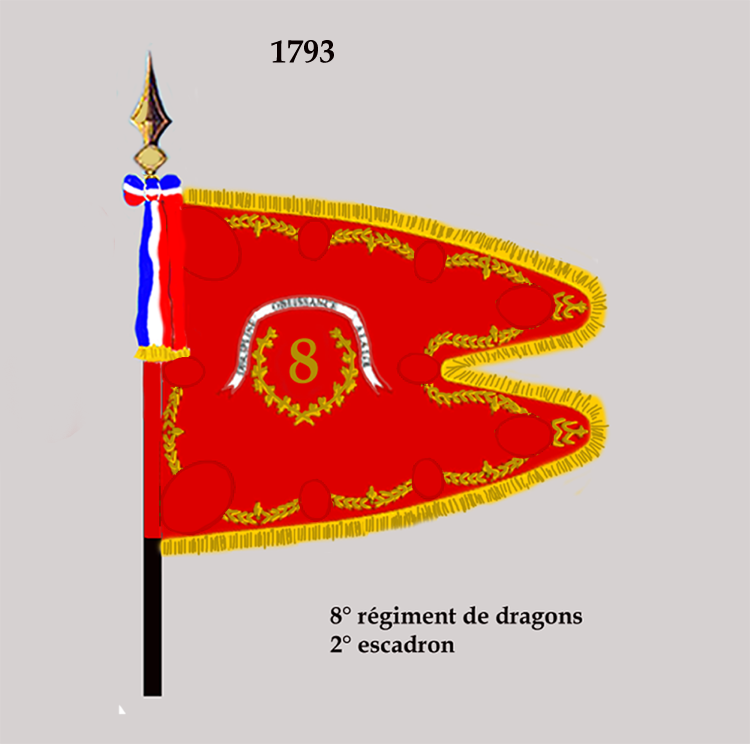
2. Escadron 1793 bis 1794
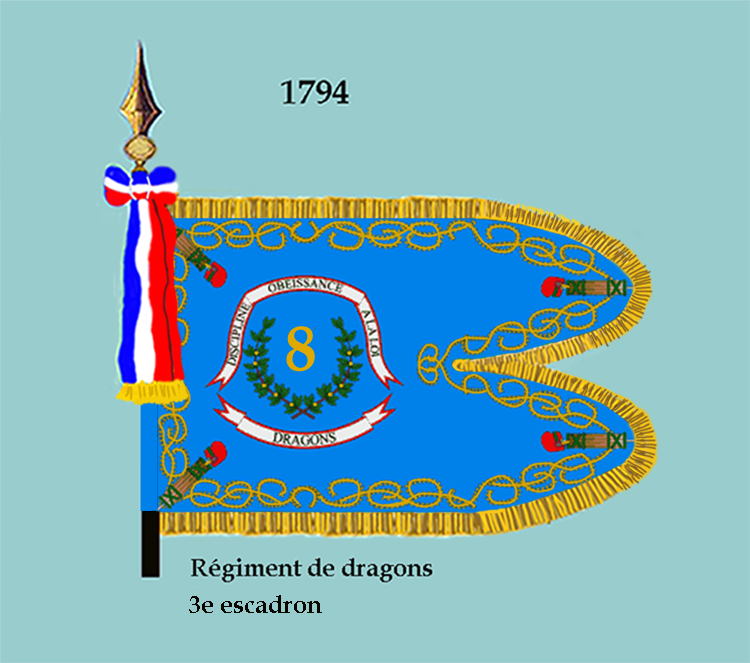
3. Escadron 1794 bis 1804
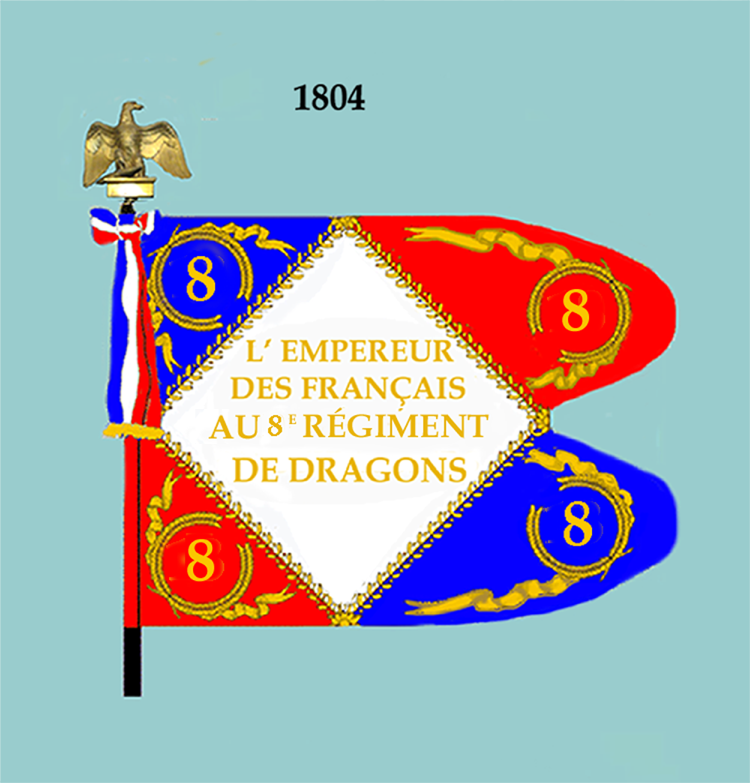
Regimentsstandarte 1804 bis 1811
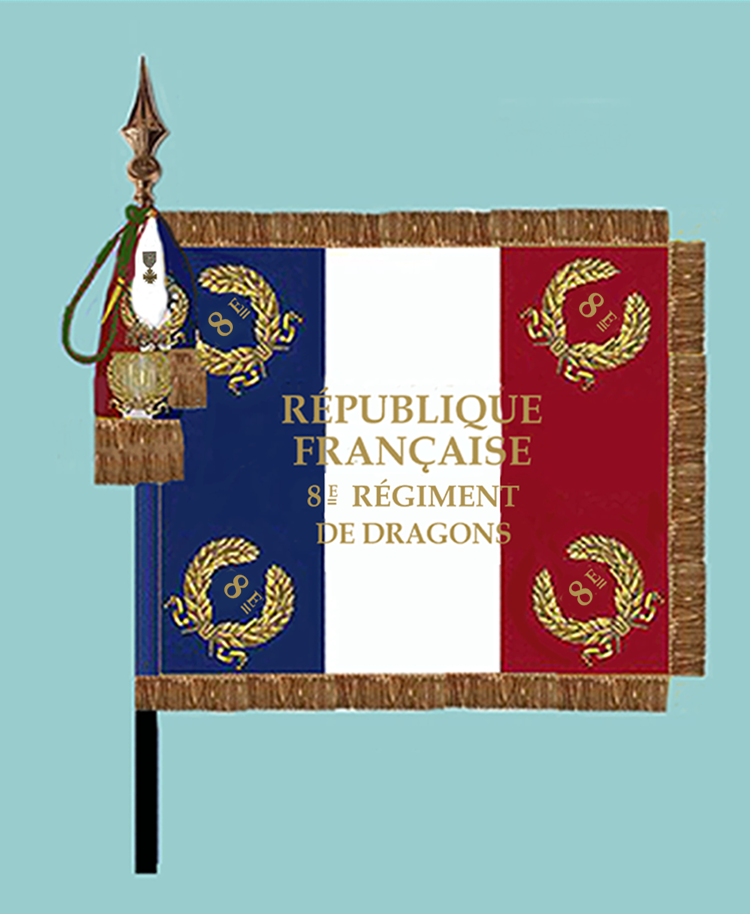
Regimentsstandarte 1883 bis 1977

## Garnisonen
- 1869: Abbeville
- 1887–1893: Meaux
- 1894–1914: Lunéville
- 1914–1914: Vitry-le-François
- 1919–1942: Lunéville (Auflösung und Wechsel in den Maquis)
- 1944–1946: Feldzug im Elsass und in Deutschland
- 1946–1952: Poitiers
- 1952–1964: Saarburg
- 1964–1977: Morhange

## Einsatzgeschichte

### Holländischer Krieg (1672 bis 1678)
Erstmals wurde das Regiment an der Saar eingesetzt, kämpfte 1675 in der Schlacht an der Konzer Brücke, im folgenden Jahr im Gefecht bei Kokersberg, 1677 bei der Belagerung von Freiburg und 1678 im Gefecht bei Rheinfeld. Während der Belagerung von Kehl war es mit der Bewachung der Brücke bei Altenheim beauftragt.
Nach dem Frieden von Nimwegen wurde das Regiment entlassen, lediglich eine Kompanie wurde in das Régiment de Vivans cavalerie eingestellt.

### Reunionskrieg (1683 bis 1684)
- 1682: Das Regiment wurde unter der Bezeichnung Régiment de Praslin cavalerie wieder aufgestellt und befand sich im folgenden Jahr im Feldlager an der Saar.
- 1684: Einsatz bei der Belagerung von Luxemburg

### Pfälzischer Erbfolgekrieg (1688 bis 1697)
- 1688: Ab diesem Jahr war das Regiment in den Feldzügen in Deutschland eingesetzt.
- 1693: Verlegung nach Flandern, Teilnahme an der Schlacht bei Neerwinden
- 1695: Einsatz bei der Belagerung von Brüssel
- 1696 und 1697: Einsatz in der Armee des Maréchal Louis-François de Boufflers an der Maas

Nach Kriegsende befand sich das Regiment 1698 im Feldlager von Compiègne verlegt.

### Spanischer Erbfolgekrieg (1701 bis 1714)
- 1701: Bei der Besetzung des Herzogtums Geldern. Winterquartier wurde in Roermond bezogen.
- 1702: Teilnahme am Gefecht bei Nijmegen und am Gefecht bei Ekeren[5]
- 20. Februar bis 9. März 1703: Unter dem Marschall von Frankreich Villars dienten die Reiter bei der Belagerung und Einnahme von Kehl.
- 1706: Das Regiment kämpfte mit Auszeichnung in der Schlacht bei Ramillies.
- 1708 bis 1713: Einsatz in der Schlacht bei Oudenaarde, der Schlacht bei Malplaquet, der Schlacht bei Denain, bei den Belagerungen von Douai, Le Quesnoy, Bouchain, Landau in der Pfalz und Freiburg im Breisgau

### Einsatzfreie Zeit (1713 bis 1733)
Zwischen 1713 und 1733 war das Regiment in verschiedenen Feldlagern untergebracht, so 1727 an der Sambre und 1730 an der oberen Maas.

### Polnischer Thronfolgekrieg (1733 bis 1738)
- 1733: Zur Armee nach Italien abkommandiert, nahm die Einheit an nahezu allen Belagerungen teil, ebenso an der Schlacht bei Parma und der Schlacht bei Guastalla. Bereits im September 1736 nach Frankreich zurückbeordert, bezog das Regiment Garnison in Arras.

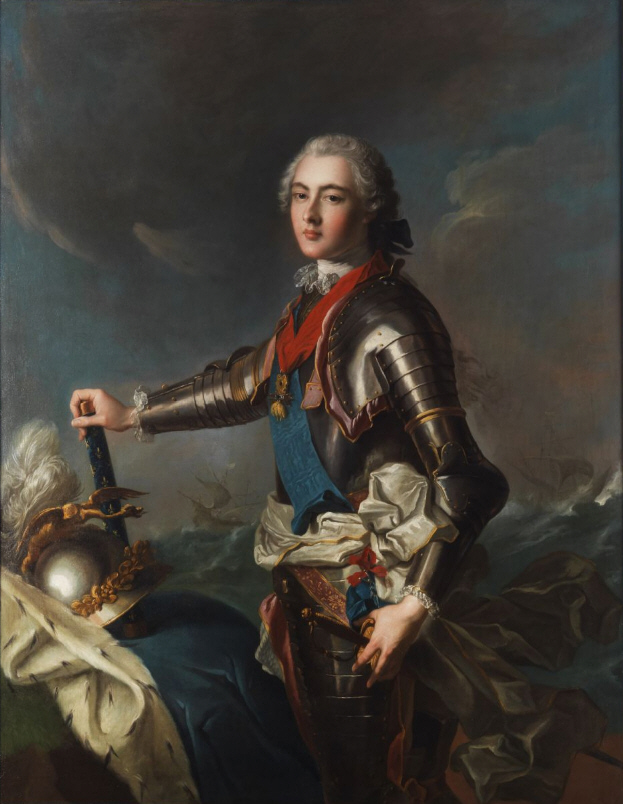
Der Duc de Penthièvre, Regimentsinhaber über 53 Jahre

### Österreichischer Erbfolgekrieg (1740 bis 1748)
- 1741: Zur Armee nach Böhmen kommandiert, nahm „Penthièvre“ an der Einnahme von Prag, den Gefechten bei Pissek und Sahay und an der Verteidigung von Prag teil.
- 1743: Zurück in Frankreich, wurde das Regiment in Verdun wieder ergänzt und zur Armée du Rhin (Rheinarmee) abkommandiert. In der Schlacht bei Dettingen eingesetzt, beendete es den Feldzug im Unterelsass und zog für den Winter nach Caen.
- 1744: Teilnahme an den Kämpfen in Flandern, bei Menen, Ypern und Veurne. Im gleichen Jahr erfolgte die Rückkehr in das Elsass mit Kämpfen bei der Verfolgung der kaiserlichen Truppen über den Rhein und der Belagerung von Freiburg.
- 1745: Erneut in Flandern mit Einsatz in der Schlacht bei Fontenoy und bei verschiedenen Belagerungen
- 1746: Teilnahme an der Belagerung von Brüssel und an der Schlacht bei Roucoux
- 1747/1748: Im März 1747 befand sich „Penthièvre“ in Rennes und verlegte im folgenden Jahr nach Guingamp, um die Küste der Bretagne gegen mögliche englische Anlandungen zu schützen.

### Einsatzfreie Zeit (1747 bis 1757)
Bis zum Beginn des Siebenjährigen Krieges lag das Regiment in verschiedenen Garnisonen, so 1750 in
Saint-Omer, 1751 in Argentan, 1752 in Lille, 1753 im Camp d’Aimerie und in Sainte-Menehould, 1755 in Givet, 1756 in Brive und 1757 in Haguenau.

### Siebenjähriger Krieg (1756 bis 1763)
In der Schlacht bei Roßbach erlitt das Regiment schwere Verluste, es verlor eine Standarte, der Mestre de camp Comte de Saluces geriet in preußische Gefangenschaft, der Colonel-lieutenant de Scéapeaux und weitere 13 Offiziere wurden schwer verwundet. Im Januar 1758 nach Frankreich zurückbeordert, wurde es während des Krieges nur noch zu Überwachungsaufgaben an der Küste eingesetzt.

### Einsatzfreie Zeit (1763 bis 1792)
Garnisonen: 1763 in Calais und Colmar, 1765 in Stenay, 1769 in Toul,
1772 in Pont-à-Mousson, 1774 in Maubeuge, 1776 in Stenay, 1777 in Pontivy (von hier wurden eine berittene Escadron nach Quimper und eine Escadron zu Fuß nach Belle-Île abkommandiert). Bei Beginn des Amerikanischen Unabhängigkeitskrieges 1779 lag es in Quimper und Rosporden, 1780 in Fécamp und Bayeux, 1781 in Hesdin, 1784 in Béthune, 1787 in Ardres, 1788 in Cambrai und im Camp de Saint-Omer, 1789 in Roermond, Clermont und Roanne, dann in Vienne und Lyon und 1791 in Tarascon.

### Kriege der Revolution und des Ersten Kaiserreichs
- 1792: bei der Armée des Alpes, danach Verlegung nach Belfort
- 1793: bei der Armée du Rhin (Rheinarmee), Verteidigung von Mainz, Zweite Schlacht bei Weißenburg
- 1794: bei der Armée de la Moselle (Moselarmee)
- 1796–97: Armée d’Italie, Teilnahme an der Belagerung von Mantua und an der Schlacht bei Rivoli
- 1797–99: zwei Jahre Dienst am Rhein und an der Donau
- 5. November 1799: Das Regiment war eine der drei Einheiten, die am Staatsstreich des 18. Brumaire VIII unmittelbar beteiligt waren.
- 1800: In der Reservearmee, Teilnahme an der Schlacht bei Marengo. Hier war es eines der beiden Regimenter, die sechs österreichische Grenadierbataillone einkreisten und zur Niederlegung der Waffen zwangen.
- 1801–02: im Königreich Neapel
- 1803: Garnison in Orléans
- 1804: bei der „Armée des côtes de l’Océan“ mit Garnison in Amiens, Chantilly und Senlis
- 1805: Schlacht bei Austerlitz
- 1806: mit dem 4. Reserve-Kavalleriekorps Teilnahme am Feldzug in Preußen und Polen, Schlacht bei Jena
- 1807: mit der Reserve-Kavalleriedivision in der Schlacht bei Eylau
- 1808–11: Einsatz in Spanien und Portugal

#### Feldzug in Russland
- 1812: Zum „Corps d’observation de l’Elbe“ (Observationskorps an der Elbe) abkommandiert, nahm das Regiment am Feldzug nach Russland teil. Der Regimentskommandant, Colonel Lebrun, fiel am 26. Oktober 1812.

#### Feldzüge in Deutschland und in Frankreich
- 1813: Völkerschlacht bei Leipzig, der Colonel Hatry geriet in Kriegsgefangenschaft.
- 1814: mit dem 1. Kavalleriekorps in Frankreich

#### Feldzug in Belgien
- 1815: mit dem 1. Kavalleriekorps in der Schlacht bei Waterloo

## 1815 bis 1870
- 1823: Einsatz bei der Französischen Invasion in Spanien

### Deutsch-Französischer Krieg 1870 bis 1871
- Nachdem es seinen Namen als 8e régiment de dragons zurückerhalten hatte, zog es in den Krieg gegen Deutschland. Es kämpfte in der Schlacht bei Colombey und der Schlacht bei Gravelotte, wurde dann mit der Armee Bazaine in Metz eingeschlossen und musste mit dieser kapitulieren.

Eine Escadron des Regiments kämpfte am 26. November 1870 im Gefecht bei Lorcy (Loire).

### 1871 bis 1914
Das Regiment wurde dann wieder aufgestellt und war während der Pariser Kommune als Teil der „Armée versaillaise“ (Versailler Armee) an der Niederschlagung des Aufstandes in der sogenannten Blutigen Woche beteiligt.

### Erster Weltkrieg
Das Regiment war in der Schlacht an der Marne eingesetzt und musste dann die Pferde abgeben. Bis zum Kriegsende standen die Dragoner im Grabenkampf.
Als im Jahre 1918 die Deutschen mit dem Unternehmen Michael noch einmal massiv angriffen, waren die Dragoner mit der 2. Division bei den Truppen, die bei Amiens dem Ansturm entgegengeworfen wurden. Danach kämpften sie in Flandern und an der Aisne.

### Zweiter Weltkrieg
- 1939: Zusammen mit dem 31e régiment de dragons bildete das Regiment die 4. Kavalleriebrigade in der 2. Kavalleriedivision.

- 1940: Im Februar 1940 wurden die Kavalleriedivisionen in Leichte Kavalleriedivisionen (Divisions légères de cavalerie – DLC) umgewandelt und der Brigade der 4. Leichten Kavalleriedivision zugeteilt. Diese Division sollte als Teil der 9. Armee in den Ardennen im Rahmen des Dyle-Plans operieren, nach dem zuerst die Ufer der Maas zwischen Fort de Dave und Yvoir besetzt werden sollten, um dann, den Fluss überquerend, den Vormarsch des linken Flügels der Armee zu decken.

Als im Mai 1940 der deutsche Angriff begann, bestand das Regiment aus vier Kavallerieescadrons und einer schweren bespannten Escadron mit zusammen 900 Mann und 1200 Pferden. Zwischen dem 10. und dem 24. Mai wurde es bei den Kämpfen in Belgien und Frankreich zerschlagen. 15 % des Personals wurden vermisst, 50 % gerieten in Kriegsgefangenschaft.
Am 24. Mai wurde das Regiment wieder aufgefrischt und mit Panzern vom Typ Hotchkiss H-35 und Hotchkiss H-39 ausgestattet. Es wurde der „7e division légère mécanique“ (7. Leichten mechanisierten Division) zugeteilt, die aus der 4. Leichten Kavalleriedivision hervorgegangen war.
Die 42 Kampfpanzer des Regiments gingen während der Kämpfe Anfang Juni 1940 verloren. Am 16. Juni hörte das Regiment aus Personal- und Materialmangel auf zu existieren.
- 1941: Wieder aufgestellt und der Waffenstillstandsarmee der Vichy-Regierung zugewiesen. Garnison in Issoire.

- 1942: Nachdem die deutsche Wehrmacht in das unbesetzte Frankreich einmarschiert war (Unternehmen Anton), wurde das Regiment am 27. November 1942 aufgelöst und ging in die Widerstandsarmee (Maquis).

- 1944: Teilnahme an der Befreiung von Autun

- 1945: Teilnahme am Einmarsch in das Elsass und in Süddeutschland. Am 8. Mai erreichte die Einheit bei Konstanz den Bodensee.

### Nachkriegszeit

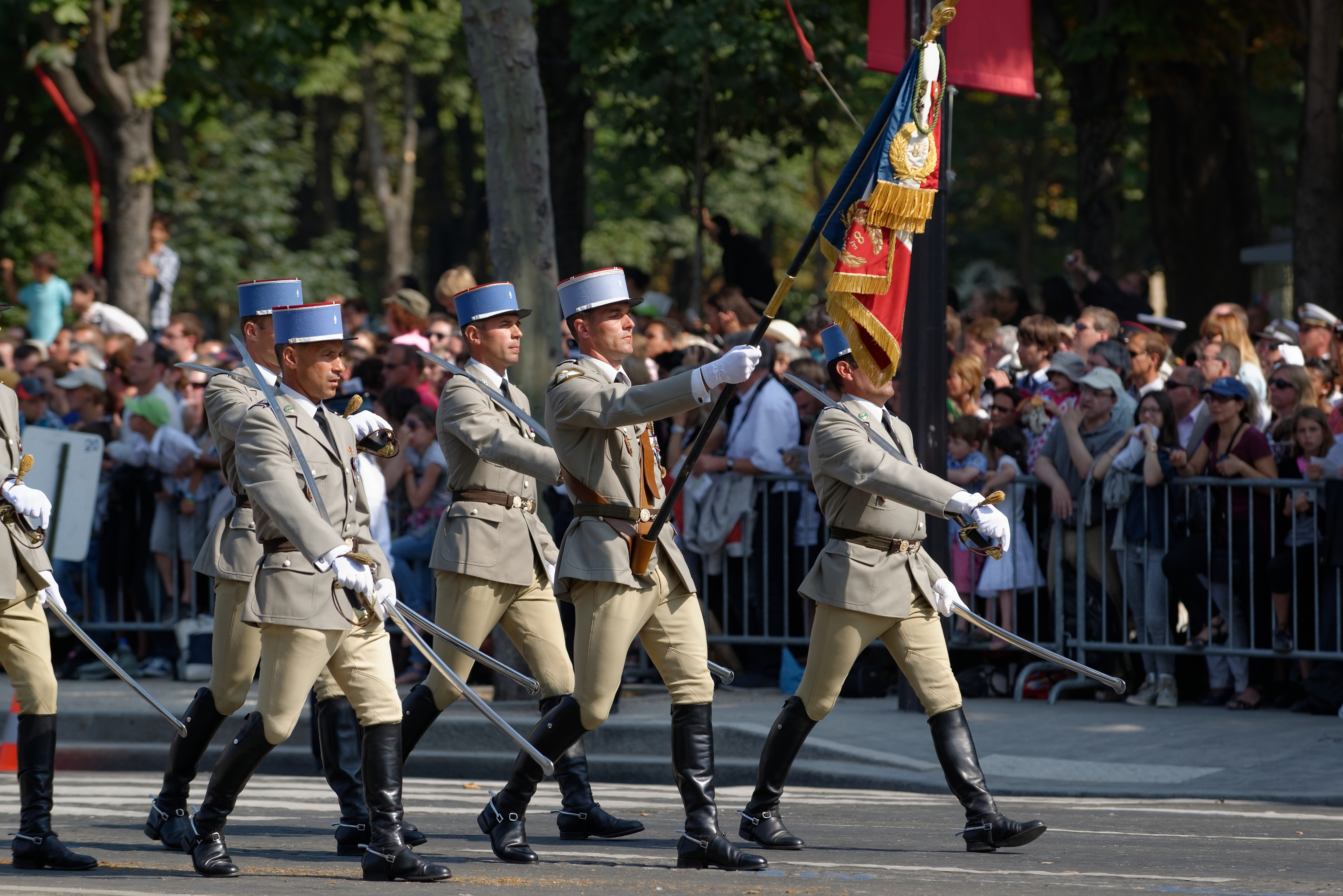
Die Abordnung des „Centre sportif d’équitation militaire“ als Traditionsverband mit der Fahne des Regiments bei der Parade am 14. Juli 2013 in Paris

Von 1946 bis 1952 lag das Regiment in Poitiers in Garnison und verlegte dann nach Saarburg. Im Oktober 1956 wurde es nochmals im Rahmen der Sueskrise eingesetzt.
Im Jahre 1977 erfolgte die endgültige Auflösung, die Kaserne wurde am 1. Juli 1977 vom „61e régiment d’artillerie“ übernommen.

### Devisen
Terraque, marique (Erde und Meer)

Où passe le vent, quand le diable y perdrait la queue, le 8° Dragon passera

„(Auch wenn der Wind so stark ist, dass der Teufel den Schwanz verliert, die 8. Dragoner kommen durch.)“

## Auszeichnungen
Das Fahnenband ist dekoriert mit
- dem Croix de guerre 1914–1918 mit zwei Palmenzweigen für zwei lobende Erwähnungen im Armeebericht und einem vergoldeten Stern für eine lobende Erwähnung im Korpsbericht
- dem Croix de Guerre 1939–1945 mit einem silbernen Stern für eine lobende Erwähnung im Divisionsbericht
- der Fourragère des Croix de guerre 1914–1918 mit der Olive in den Farben des Croix de guerre 1939–1945

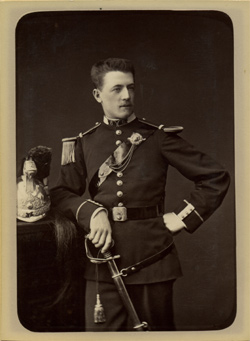
Charles-Marie de Mac Mahon (im Regiment von 1871 bis 1883) in der Uniform des Standartenträger-Offiziers

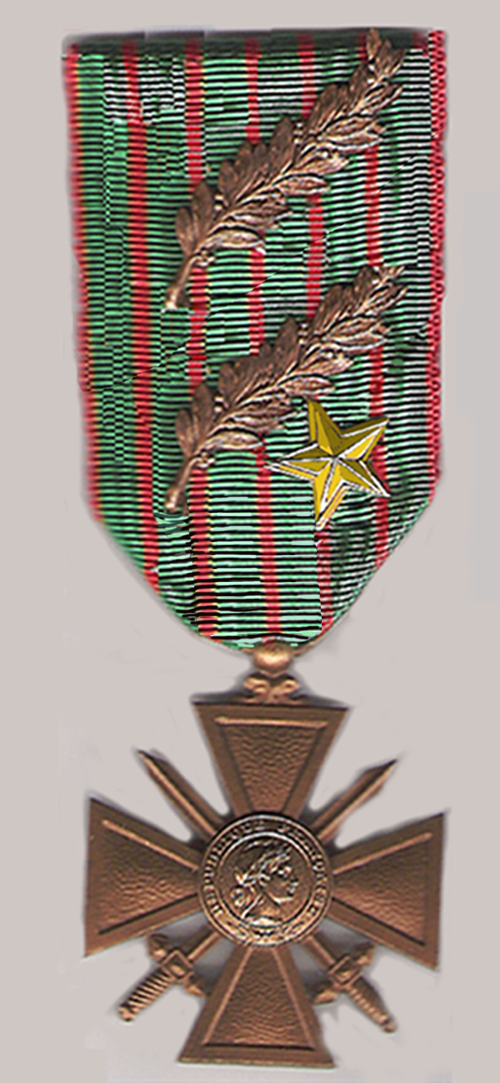
Croix de guerre 1914–1918 mit zwei Palmenzweigen und einem vergoldeten Stern
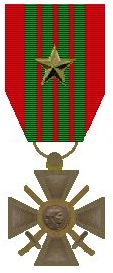
Croix de guerre 1939–1945 mit einem silbernen Stern

## Persönlichkeiten, die im Regiment gedient haben
- Louis Jean Nicolas Abbé (1764–1834), Général de division, 1798 Capitaine im Regiment
- Charles-Marie de Mac Mahon (1856–1894), 5. marquis d’Éguilly, Général de division, 1877 Sous-lieutenant im Regiment Mac-Mahon (Adelsgeschlecht)